# Une éducation
Pour l’article homonyme, voir Éducation.
Pour plus de détails, voir Fiche technique et Distribution.
Une éducation (An Education) est un film américano-britannique réalisé par Lone Scherfig, sorti en 2009. Le scénario de l'écrivain britannique Nick Hornby est fondé sur une partie du récit autobiographique de la journaliste britannique Lynn Barber (en).
Le film a obtenu de nombreuses récompenses dans plusieurs festivals tels que les British Independent Film Awards ou encore le festival du film de Sundance.

## Synopsis
Jenny (Carey Mulligan), une adolescente de seize ans, vit dans un beau quartier de Londres au début des années 1960.
Cette lycéenne qui se destine à des études brillantes, rencontre David, un homme d'affaires de trente-deux ans (Peter Sarsgaard). Très rapidement, ce gentleman l'emmène à des dîners chics, des clubs branchés, et en voyage à Paris. Alors qu'ils filent le parfait amour, Jenny découvre que David use de nombreuses pratiques douteuses pour gagner de l'argent. Face au charme et aux explications de David, elle lui pardonne. Il excelle dans l'art de la manipulation et charme aussi les parents de Jenny, qui, pourtant stricts, approuvent cette relation. Lorsqu'il la demande en mariage, elle accepte, et décide de renoncer à Oxford. C'est alors qu'elle découvre son secret...

## Fiche technique
- Titre original : An Education
- Titre français : Une éducation
- Réalisation : Lone Scherfig
- Scénario : Nick Hornby, d'après les mémoires de Lynn Barber (en)
- Photographie : John De Borman
- Costumes : Odile Dicks-Mireaux (en)
- Musique : Paul Englishby (en)
- Production : Finola Dwyer
- Société(s) de distribution : E1 Films, Metropolitan FilmExport
- Pays d'origine :  Royaume-Uni et  États-Unis
- Langue originale : anglais
- Format : couleurs – 2,35:1 – son Dolby Digital DTS – 35 mm
- Genre : comédie dramatique
- Durée : 100 minutes
- Budget : 7,5 millions USD
- Dates de sortie :
  - États-Unis : 18 janvier 2009 (Festival du film de Sundance), 16 octobre 2009 (sortie limitée)
  - Canada : 10 septembre 2009 (Festival international du film de Toronto)
  - Royaume-Uni : 30 octobre 2009
  - Belgique : 10 février 2010
  - France : 24 février 2010

## Distribution
- Carey Mulligan (VF : Élisabeth Ventura) : Jenny Mellor
- Peter Sarsgaard (VF : Guillaume Lebon) : David Goldman

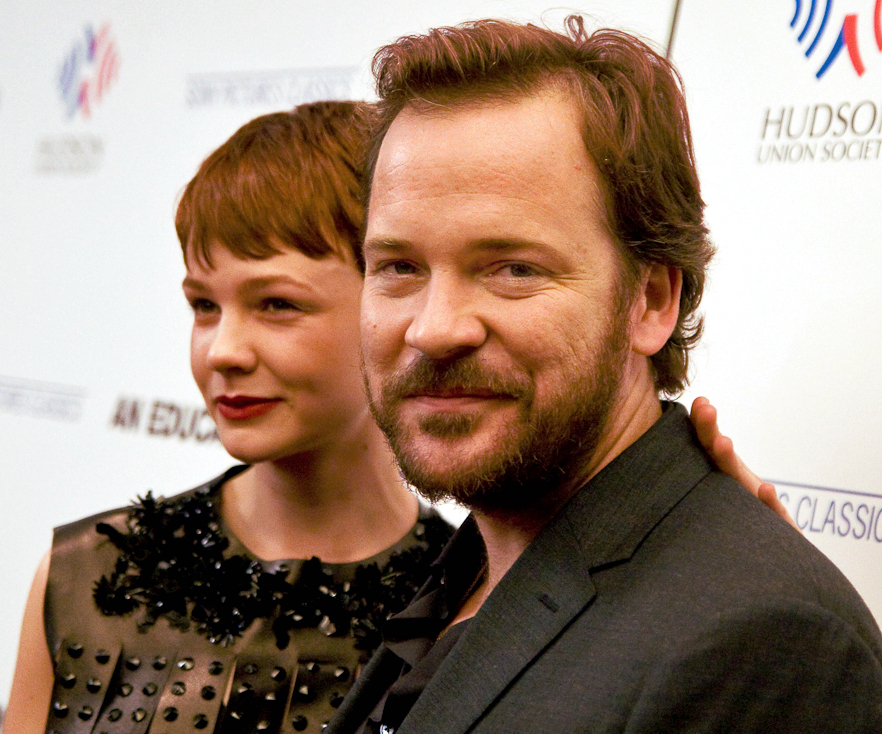
Carey Mulligan et Peter Sarsgaard, à la première new-yorkaise du film, en octobre 2009

- Dominic Cooper (VF : Pierre Tessier) : Danny, "collègue" et ami de David
- Rosamund Pike (VF : Juliette Degenne) : Helen, la petite amie de Danny
- Emma Thompson (VF : Frédérique Tirmont) : Miss Walters, la directrice d'école
- Olivia Williams (VF : Anne Rondeleux) : Miss Stubbs, professeur de Jenny
- Alfred Molina (VF : Gabriel Le Doze) : Jack Mellor, le père de Jenny
- Cara Seymour : Marjorie Mellor, la mère de Jenny
- Sally Hawkins (VF : Carole Gioan) : Sarah, la femme de David
- Matthew Beard : Graham, le lycéen qui courtise Jenny
- Amanda Fairbank Hynes : Hattie, une amie d'école de Jenny
- Ellie Kendrick (VF : Alice Taurand) : Tina, une amie d'école de Jenny
- Beth Rowley (en) : une chanteuse de boîte de nuit
- James Norton : élève

 Source et légende : version française (VF) sur RS Doublage

## Box-office
| Pays                  | Box-office         | Nbre de sem. | Liens |
| Box-office Mondial    | 22 874 715 dollars | 10 sem.      |       |
| Box-office États-Unis | 12 574 715 dollars | 8 sem.       |       |
| Box-office France     | 140 452 entrées    | 2 sem.       |       |

## Distinctions

### Récompenses
| Année | Cérémonie                                     | Catégorie                                     | Lauréat(s)     |
| ----- | --------------------------------------------- | --------------------------------------------- | -------------- |
| 2009  | Festival du film de Sundance                  | Audience Choice Award et Cinematography Award | -              |
| 2009  | British Independent Film Awards               | Meilleure actrice                             | Carey Mulligan |
| 2009  | National Board of Review                      | Meilleure actrice                             | Carey Mulligan |
| 2009  | Chicago Film Critics Association              | Meilleure actrice                             | Carey Mulligan |
| 2009  | Utah Film Critics Association                 | Meilleure actrice                             | Carey Mulligan |
| 2009  | Washington D.C. Area Film Critics Association | Meilleure actrice                             | Carey Mulligan |
| 2009  | Houston Film Critics Society                  | Meilleure actrice                             | Carey Mulligan |
| 2009  | Central Ohio Film Critics Association         | Meilleure actrice                             | Carey Mulligan |

### Nominations
| Année | Cérémonie                       | Catégorie                                | Nommé(s)       |
| ----- | ------------------------------- | ---------------------------------------- | -------------- |
| 2009  | Satellite Awards                | Meilleur film dramatique                 | -              |
| 2009  | Satellite Awards                | Meilleur réalisateur                     | Lone Scherfig  |
| 2009  | Satellite Awards                | Meilleure actrice (drame)                | Carey Mulligan |
| 2009  | Satellite Awards                | Meilleur acteur dans un second rôle      | Alfred Molina  |
| 2009  | Satellite Awards                | Meilleur scénario adapté                 | Nick Hornby    |
| 2009  | British Independent Film Awards | Meilleur film britannique indépendant    | -              |
| 2009  | British Independent Film Awards | Meilleur réalisateur                     | Lone Scherfig  |
| 2009  | British Independent Film Awards | Meilleure actrice dans un second rôle    | Rosamund Pike  |
| 2009  | British Independent Film Awards | Meilleur acteur dans un second rôle      | Alfred Molina  |
| 2009  | British Independent Film Awards | Meilleur scénario adapté                 | Nick Hornby    |
| 2010  | Critics Choice Awards           | Meilleur film                            | -              |
| 2010  | Critics Choice Awards           | Meilleure actrice                        | Carey Mulligan |
| 2010  | Critics Choice Awards           | Meilleur acteur dans un second rôle      | Alfred Molina  |
| 2010  | Critics Choice Awards           | Meilleur scénario adapté                 | Nick Hornby    |
| 2010  | Golden Globes                   | Meilleure actrice dans un film comique   | Carey Mulligan |
| 2010  | Screen Actors Guild Awards      | Meilleure actrice dans un rôle principal | Carey Mulligan |
| 2010  | Screen Actors Guild Awards      | Meilleure distribution                   | -              |
| 2010  | Oscars                          | Meilleur film                            | -              |
| 2010  | Oscars                          | Meilleure actrice                        | Carey Mulligan |
| 2010  | Oscars                          | Meilleur scénario adapté                 | Nick Hornby    |